# Sept-Saulx
Sept-Saulx är en kommun i departementet Marne i regionen Grand Est (tidigare regionen Champagne-Ardenne) i nordöstra Frankrike. Kommunen ligger i kantonen Verzy som tillhör arrondissementet Reims. År 2022 hade Sept-Saulx 689 invånare.

## Befolkningsutveckling
Antalet invånare i kommunen Sept-Saulx
| Referens: INSEE |